# Simone Piuze
 (avril 2011).
Si vous disposez d'ouvrages ou d'articles de référence ou si vous connaissez des sites web de qualité traitant du thème abordé ici, merci de compléter l'article en donnant les références utiles à sa vérifiabilité et en les liant à la section « Notes et références ».
Simone Piuze (née le 1er janvier 1946 à Montréal) est une enseignante en théâtre, journaliste, animatrice de radio et de télévision et écrivaine québécoise.

## Biographie
Après des études en pédagogie et en psychologie à l'Université de Montréal, ainsi qu'en théâtre à l'École nationale de théâtre du Canada, elle enseigne au secondaire durant deux ans, joue dans quelques films, puis se dirige résolument vers l'écriture et l'enseignement du théâtre.

### Littérature
Le premier roman de Simone Piuze, Les cercles concentriques, coédité au Québec chez Pierre Tisseyre et en France chez Belfond, obtient en 1977 le Prix Esso du Cercle du livre de France. En 1980, elle publie un premier essai, La vie intime des Québécois (Stanké). En 1986, paraît un deuxième essai, Réussir sa jeunesse (Stanké). En 1986, elle publie le roman Les noces de Sarah (Hexagone). En 2006, paraît La femme-homme (Éditions David), roman pour lequel elle est finaliste au Prix du jury France-Québec. En mars 2011, elle publie le roman Blue Tango (Triptyque). En novembre 2011, paraît La chair de Boris, une nouvelle sur la volupté publiée dans la revue littéraire Moebius. Le roman La nage du papillon paraîtra en 2019.
Les thèmes de prédilection des romans de Simone Piuze : la recherche du père, l'amour, le sort des femmes et des enfants en Occident.

### Journalisme, animation et scénarisation télé et radio, théâtre, cinéma
En 1970, elle est chroniqueuse culturelle à l'émission Pop 70, à TVA. De 1972 à 2006, elle collabore comme journaliste à plusieurs journaux et magazines, dont La Presse, Le Devoir, L'Actualité, Le Bel Âge, Madame et travaille comme reporter-tourisme en Europe et en Asie. De 1978 à 1980, elle séjourne en Suisse où elle collabore comme journaliste au magazine Fémina, et met en scène sa première pièce de théâtre, La chambre à louer, jouée avec succès au théâtre de La Chaux-de-Fonds. En 1983, elle conçoit et scénarise Le couple en crise, une série de reportages-télé sur le couple, produite et réalisée par Radio-Canada dans le cadre de l'émission Second Regard.
En 1983-84, elle scénarise et anime En Terre sainte, série d'émissions pour la télévision, réalisée et produite par Radio-Canada. En 1984, elle écrit le scénario de la série télévisée documentaire René Lévesque, réalisé par Roger Cardinal et produit par la télévision de Radio-Canada, Elle interview également les personnes-clés du film, politiciens, politologues, sociologues, confrères et membres de la famille de René Lévesque, sans oublier René Lévesque lui-même. Cette même année, elle est chroniqueuse plein air à l'émission de radio Le grand carrousel du samedi matin, à la radio de Radio-Canada.
En 1985-86, elle tient hebdomadairement une chronique plein air dans le journal La Presse, couronnée par le Prix Molson de journalisme en loisirs pour un article sur la spéléologie. En 2000, elle est à nouveau récipiendaire du Prix Molson de journalisme en loisirs pour un article sur le plaisir de l'écriture, publié cette fois dans le magazine Le Bel Âge.
En 2001-2002, elle rédige les textes de En plein ciel, série d'émissions pour enfants qu'elle anime à la radio de Radio Ville-Marie. En 2003, elle fonde la compagnie de théâtre engagé Le Théâtre de l'Unité, et met en scène, par la suite, une dizaine de pièces qu'elle écrit ou adapte, dont Le Petit Prince, d'Antoine de Saint-Exupéry, qu'elle promène en tournée - 2003-2004; Le fabuleux chat blanc - 2005 ; Les paradis artificiels, un plaidoyer contre la drogue - 2005; et Raphaël, pièce centrée autour de la schizophrénie, commandée en 2005 par les services de psychiatrie du Centre hospitalier régional de Joliette, et présentée à la salle Rolland-Brunelle de Joliette.
En 2009 et 2010, elle scénarise et réalise Du soleil sous la pluie et Le tableau magique, deux longs-métrages de fiction pour enfants. En 2010, elle fait la mise en scène de la pièce Incendies, de Wajdi Mouawad, qu'elle présente à la salle Rolland-Brunelle de Joliette. En 2011, elle adapte pour le théâtre le roman Perahim, de Virgil Gheorghiu, pièce dont elle est également la metteure en scène et qu'elle présente à la salle Bosco de Joliette. En 2012, elle écrit le scénario À l'abri du monde, long-métrage de fiction qui sera tourné au printemps 2013.
Simone Piuze anime des ateliers de formation de l'acteur aux Ateliers de théâtre Simone Piuze, qu'elle dirige à Joliette depuis vingt-cinq ans. À ce jour, des centaines d'enfants, d'adolescents et d'adultes ont fréquenté ses ateliers. Elle anime également des ateliers d'écriture depuis sept ans à Joliette.